# Смешанная техника
Смешанная техника — методика как таковая и термин в различных тезаурусах, обычно подразумевающие использование нескольких технологий или способов при создании артефактов; изначально и прежде всего — в изобразительном искусстве, — графических, скульптурных и живописных произведений, в реставрационных работах — при воссоздании, восстановлении тех или иных объектов; в настоящее время также именуется — применение разнородных приёмов в кинематографической, мультимедийной практике (сам этот, последний, термин уже содержит — рассматриваемый: лат. multi — много и лат. media — посредство, способ, техника).
В определённой степени, многие традиционные виды изобразительного искусства уже включают ряд примеров использования инструментария и материалов разной технологической принадлежности. Так, например, любая акварельная штудия или работа гуашью предполагает создание на бумаге карандашного рисунка, композиции, непосредственно перед началом работы акварельными или другими водорастворимыми красками, что важно — на том же листе.
Также и живопись, в особенности — фигуративная, имеющая в виду предметность в качестве основной характерной своей черты, включает предварительный рисунок, как известно, изначально принадлежащий к графике, будь то даже рисунок кистью (та же китайская академическая живопись в европейском понимании относится к графике — тушь на рисовой бумаге).
В скульптуре наиболее ярко представлены случаи, подпадающие под это определение, когда традиционные пластические техники совмещаются с приёмами и техниками, характерными для разных видов прикладного искусства.

## Графика

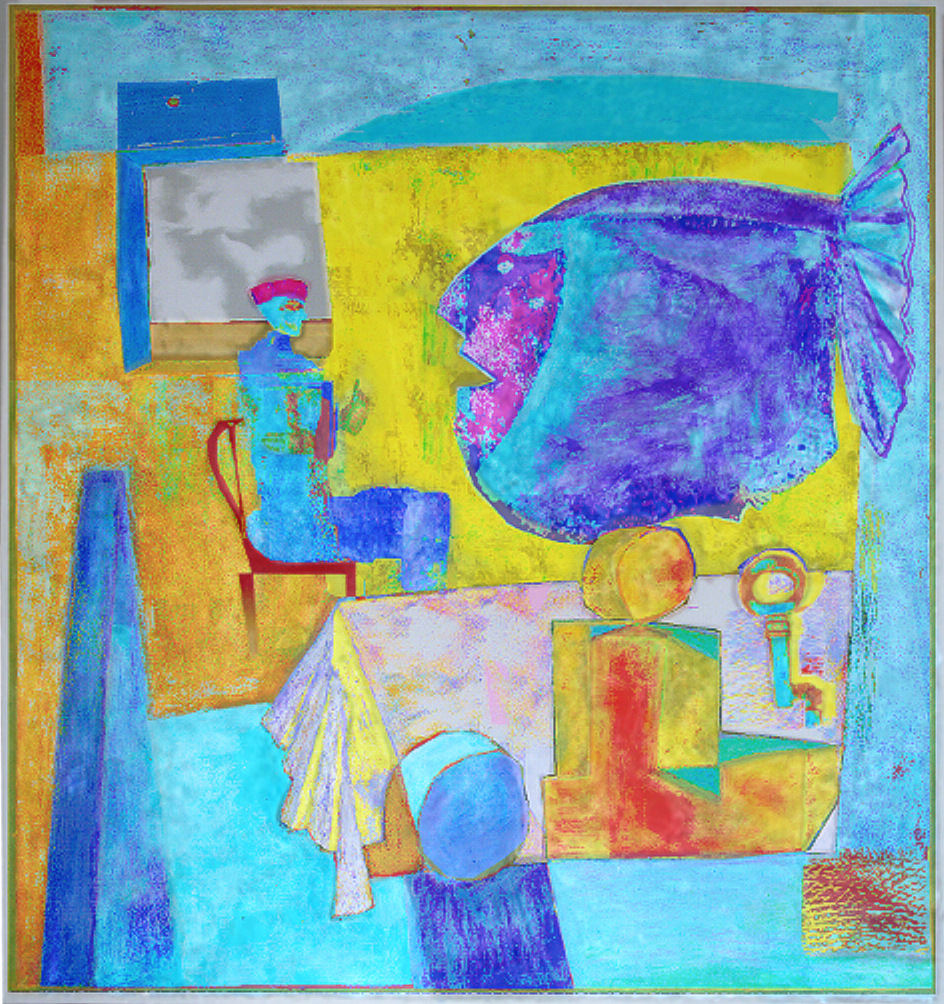
А. Шульц. Аспект I (vangogbonarija). 92 X 86 см. Смешанная техника. 1972-2002

В изобразительном искусстве наибольшее распространение получили, и больше всего находят применение до сих пор, методы сочетания разных традиционных техник в графике. Основная причина тому указана выше — это доступность материалов и инструментов., — технологическая простота.
Строго говоря, уже иллюминированные (раскрашенные) оттиски печатной графики можно отнести к смешанной технике, так как создание этих произведений, в самом общем смысле, демонстрирует использование полиграфических технологий и, чаще всего  — простую раскраску акварелью.
Та же монотипия, сочетающая в себе приёмы полиграфии — печать с плоскости стекла или иного гладкого материала — эквивалента печатной формы; типографские краски; в случае использования масляных красок — живописи, и графики: в числе прочего — использование бумаги уже автоматически позволяет классифицировать её именно так. 
Интересный пример использования полиграфии, видоизменённой, преобразованной техники эстампажа, являют собой «фроттажи» Макса Эрнста, внедрённые им приёмы, разного рода опыты притирки различных по фактуре и рельефности поверхностей на рабочую плоскость. Такая, в общем-то и ранее применявшаяся техника (скажем, для получения достаточно точных оттисков монет или медалей) стимулировала ассоциативную фантазию художника, способствовала «выявлению скрытых образов»
Смешанная техника в графике знает случаи разных вариантов сочетания или всех одновременно — пастели (сухой и твёрдой, масляной), акварели, гуаши, темперы, акриловых красок, приёмов коллажа (бумаги, тканей, фольги и других материалов).
С последней четверти XX века получило широкое распространение использование самых разных методов, и в различных контекстах, большого спектра технологий системотехник. От использования прикладных компьютерных программ до эксплуатации разнообразного мультимедийного оборудования. Используется для создания эскизов, обработки изображений и т. д.

## Скульптура

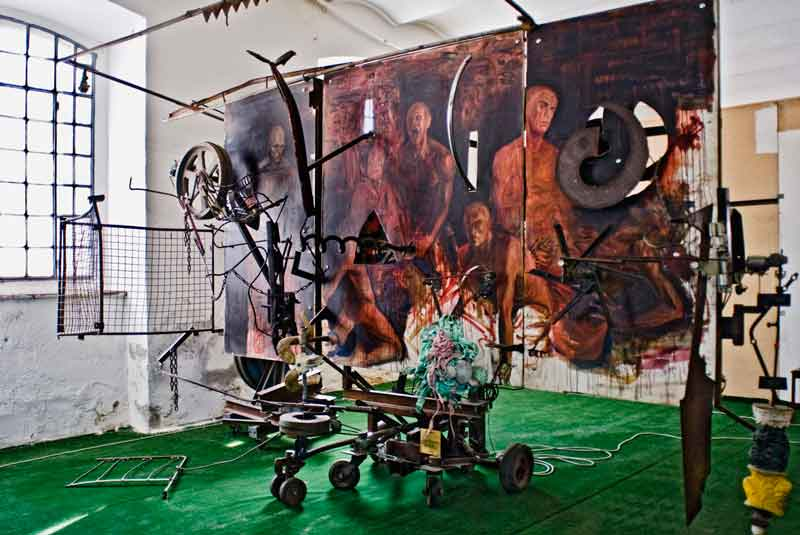
Жан Тенгели и Милена Палакаркина (en. Milena Palakarkina). Святой Себастьян, солдат и мученик. Смешанная техника. 1989

Одним из самых характерных и древних примеров смешанной техники в пластике можно считать акролит. Эта технология в наиболее распространённом случае использовалась для «одевания» скульптурной фигуры, когда обнажённые телеса мраморной статуи декорировались  соответствующими изображаемым одеяниям деревянными панелями, — тонированными, позолоченными. Такие приёмы часто использовалась при создании монументальных фигур, статуй колоссов, что одной из причин имело, помимо определённых декоративных преимуществ, сокращение расходов на их изготовление. Ввиду недолговечности деревянных и металлических компонентов произведения эти в большинстве своём сохранились лишь фрагментарно.

## Живопись
Достаточно часто живописцем используются такие приёмы, когда помимо основного материала, темперы, масляной или акриловой краски, во время работы над произведением, для достижения требуемых эффектов, выразительности, он употребляет в качестве дополнительных — иные пигментные материалы (сам создаёт их на разной основе); также в поверхность произведения включаются различные, органично вписывающиеся или создающие требуемый диссонанс, нехарактерные в привычном понимании материалы: деревянные объекты (обиходные или разработанные и созданные самим художником), фрагменты материи, кожи, детали различных приборов и механизмов.

## Кинематограф и фотография

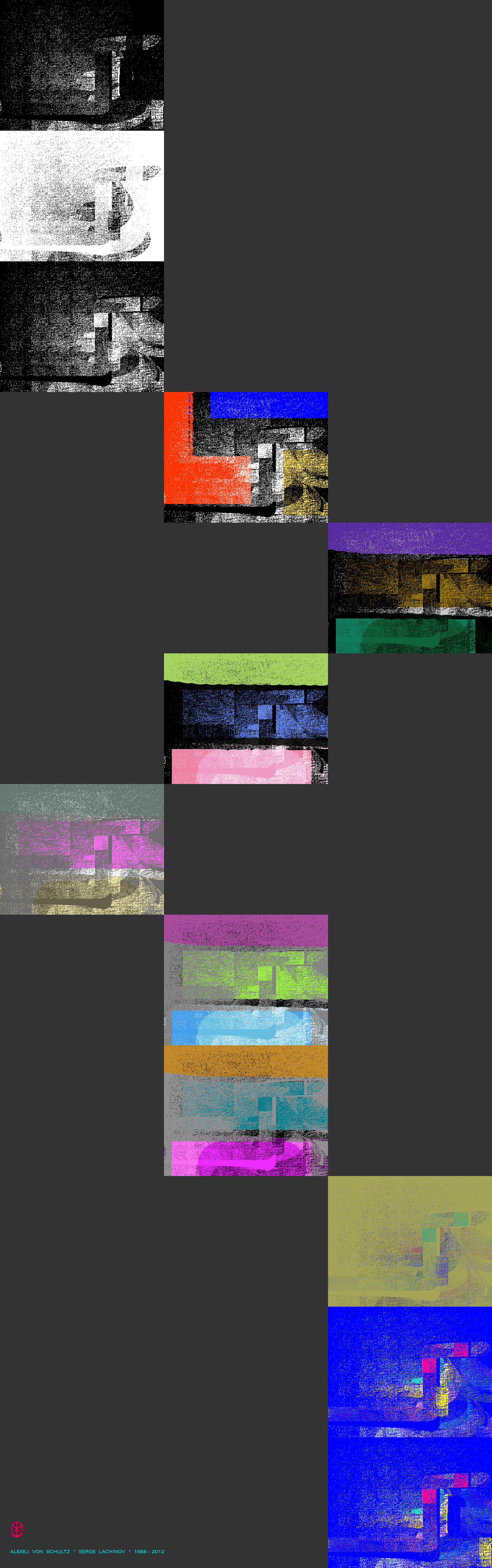
Serge. Время, Место и Цвет. Эскиз концепта. См. техника. 1988—2002

Использование декораций и бутафории, — основных антуражных, но и содержательных в немалой степени, компонентов сценического искусства, в сочетании с натурными съёмками без применения таковых, уже можно рассматривать для кино как своего рода «смешанную технику»; здесь, в числе обычных для кинематографа «красок», применяются дополнительные — свойственные в том числе живописным и графическим направлениям изобразительности. 
В методике создания кинематографического произведения использование комбинированных съёмок уже можно расценивать как использование смешанной техники в контексте основной практики. Смешанной техникой именуется и имеет в виду применение всех возможностей системотехники, компьютера в самом широком смысле этого понятия на разных этапах: моделирования ситуации эпизода или всего произведения, координации натурных съёмок, монтажа готовых снятых и генерированных материалов.
Под смешанной техникой в фотографии, как профессиональной, так и любительской, понимается использование тех или иных традиционных приёмов и обработка изображения с помощью того же компьютера.

## Новые технологии — новые направления в искусстве. Возможности и перспективы
Настоящие приёмы наибольшее распространение получили по мере расширения как технических возможностей, в искусстве: способов обработки материалов, новых клеящих масс, новых материалов как таковых; так и с изменением представлений в понимании изобразительности, свободы выбора и допустимости сочетания тех или иных — как тематических, так и непосредственно материальных компонентов произведения.
В изобразительном искусстве возможности смешанной техники, как концептуального приёма, существенно расширяет арсенал декоративных, выразительных, но и содержательных особенностей, импровизации и достижения эффектов, недоступных при иных методических и формальных обстоятельствах.
Всё вышесказанное указывает на то, что по мере развития всех составляющих искусства: от содержательности самого произведения до его экспозиции, сочетание и взаимопроникновение как техник, так и приёмов, выражается процессом, расширяющим возможности и приближающим полноценное воплощение синтеза искусств, синкретических форм воздействия.